# サイクロトロン放射
サイクロトロン放射（サイクロトロンほうしゃ、英語: cyclotron radiation）は、ローレンツ力を受けて等速円運動を行う荷電粒子の持つエネルギーが電磁波となって放出される現象。荷電粒子の速度が光速より十分に小さい場合は各方向にまんべんなく電磁波が放出されるが、荷電粒子の速度が光速に近くなると放射は前方に集中するようになる（シンクロトロン放射）。宇宙においては高エネルギーの現象からこの放射が観測される。